# Национальная кинопремия (Бангладеш)
Национальная кинопремия (бенг. জাতীয় চলচ্চিত্র পুরস্কার, англ. National Film Awards) — наиболее известная церемония награждения в области кино в Бангладеш. Основана в 1975 году. Единственная кинопремия, учреждённая правительством Бангладеш. Лауреаты премии назначаются правительством, церемония награждения ежегодно проходит в Дакке.

## История
Впервые награда была вручена в 1975 году. Правительство Бангладеш выдвигает на Национальную кинопремию личностей, внёсших заметный вклад в продвижение кинематографа, за их лучшие выступления, а также лучшие художественные и документальные фильмы. С 1975 года «Национальная кинопремия» — это грандиозное событие, проходящее ежегодно, которое посещают знаменитые звёзды киноиндустрии Бангладеш.
В 1981 году церемония не проходила, так как жюри не сочло ни один фильм достойным награды.
Лауреаты 2004—2007 годов были объявлены в 2008 г.
В 2009 году введена премия за пожизненные достижения.
Обладателями наибольшего числа призов являются бангладешские актёр Аламгир и актриса Шабана, имеющие по девять кинопремий каждый.

## Категории
Награды вручаются в 24 категориях.
Почётные
- Лучший фильм
- Лучшая режиссура
- Лучшая мужская роль
- Лучшая женская роль
- Лучшая детская роль
- Лучшая мужская роль второго плана
- Лучшая женская роль второго плана
- Лучшая отрицательная роль
- Лучшая комическая роль
- Лучшая музыка к песне
- Лучшие слова к песне
- Лучший мужской закадровый вокал
- Лучший женский закадровый вокал

Технические
- Лучший сюжет
- Лучшая операторская работа
- Лучший сценарий
- Лучший автор диалогов
- Лучший монтаж
- Лучшая хореография
- Лучшая работа художника-постановщика
- Лучшая работа звукорежиссёра
- Лучший дизайн костюмов
- Лучший грим
- Лучшие спецэффекты